# Ideopsis macrina
Ideopsis macrina är en fjärilsart som beskrevs av Hans Fruhstorfer 1904. Ideopsis macrina ingår i släktet Ideopsis och familjen praktfjärilar. Inga underarter finns listade i Catalogue of Life.